# 葉夫根尼·波利瓦諾夫

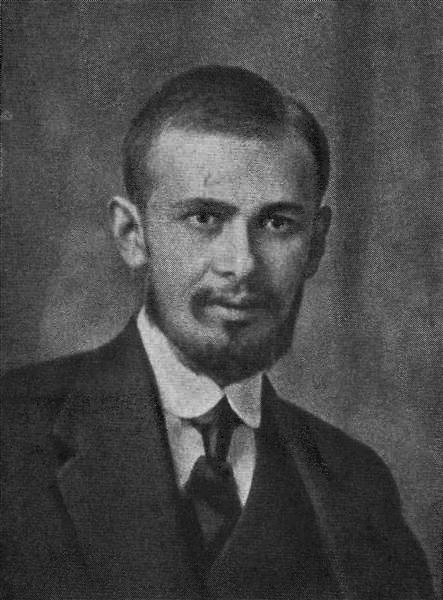
葉夫根尼·波利瓦諾夫

葉夫根尼·波利瓦諾夫（俄语：Евге́ний Дми́триевич Полива́нов，1891年3月12日—1938年1月25日）苏联语言学家、东方学家，通晓多种语言，著有关于汉语、日语、乌兹别克语和东干语以及理论语言学和诗学的著作，发明波利瓦诺夫系统。大清洗期间，被指控为日本间谍遭严刑拷打，1938年1月被苏联最高法院军事审判庭判处死刑。1963年平反。